# 弓篩耳鯰
弓篩耳鯰，為輻鰭魚綱鯰形目甲鯰科的其中一種，為熱帶淡水魚，分布於南美洲巴西Laguna dos Patos 流域，體長可達5.5公分，棲息在植被生長、水質清澈溪流底層水域，生活習性不明，可做為觀賞魚。

## 扩展阅读
維基物種上的相關：弓篩耳鯰